# Chiesa di Sainte-Foy (Morlaàs)
La chiesa di Sainte Foy di Morlaàs è un edificio religioso cattolico sito nel comune francese di Morlaàs, dipartimento dei Pirenei Atlantici. La chiesa è dedicata a santa Fede, vergine martirizzata ad Agen nel III secolo, la cui statua reliquiaria si trova oggi nella chiesa di Sainte-Foy de Conques (Aveyron). Con decreto del 2 aprile 1979 è stato classificato Monumento storico di Francia.

## Storia
La costruzione della chiesa fu voluta da Centullo V, visconte di Béarn. Essa testimonia oggi l'importanza della città di Morlaàs, divenuta capitale del Béarn dopo la distruzione di Lescar nel IX secolo.
La chiesa ha subito un restauro esterno nel 2010.

## Architettura
La chiesa di Sainte-Foy de Morlaàs ha un portale di grande interesse artistico: pregevole opera romanica, è sormontato da un timpano scolpito in stile prettamente linguadochiano. Le statue rappresentano il Cristo in maestà circondato dai 24 vegliardi dell'Apocalisse e, nella strombatura, i Dodici Apostoli.
Il restauro da parte di Viollet-le-Duc venne deciso nel 1857 e realizzato per il 1903.
Sotto il coro si nota una cripta romanica.

## Immagini della chiesa

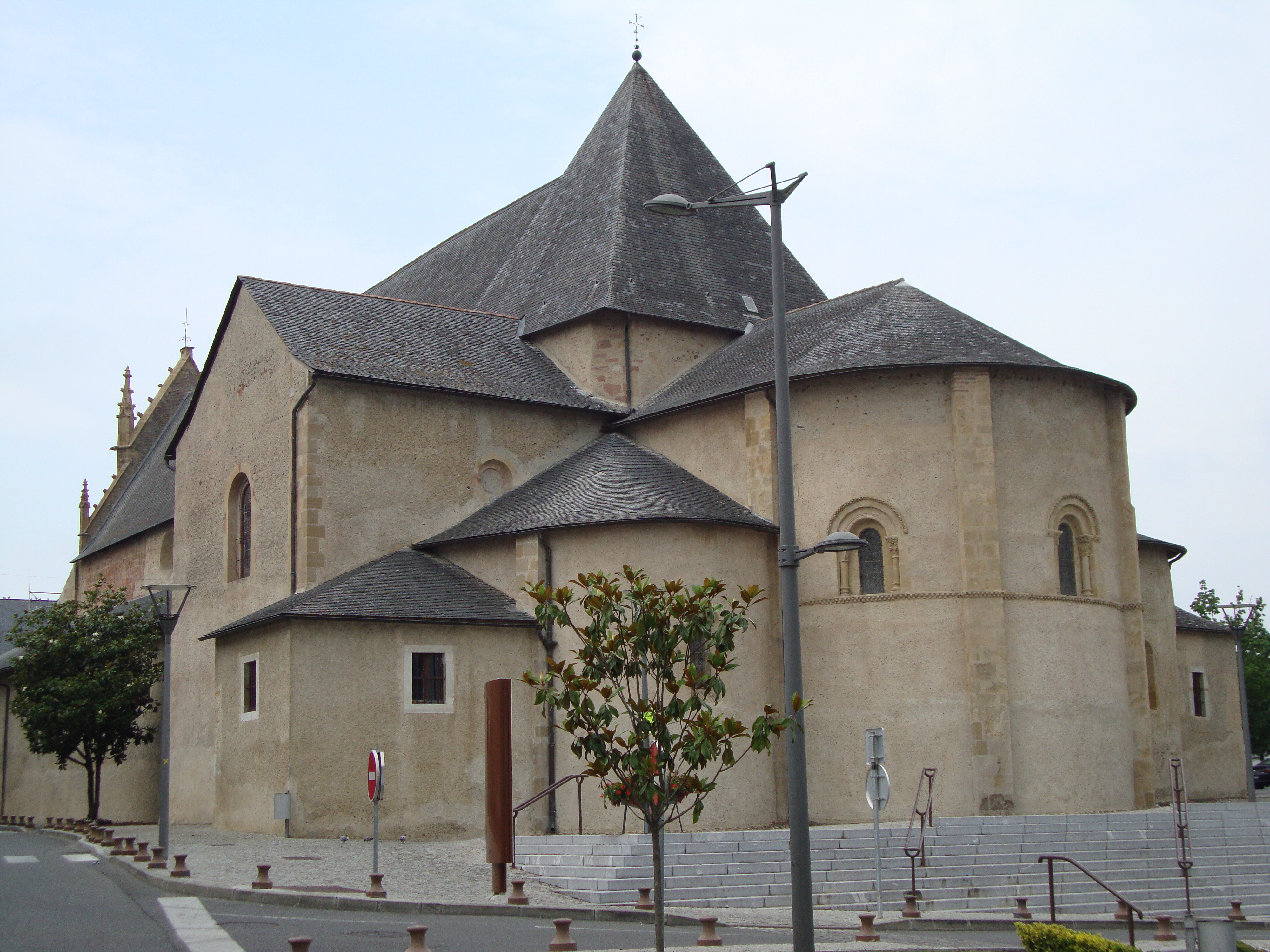
Chiesa di Sainte-Foy de Morlaàs, lato absidale
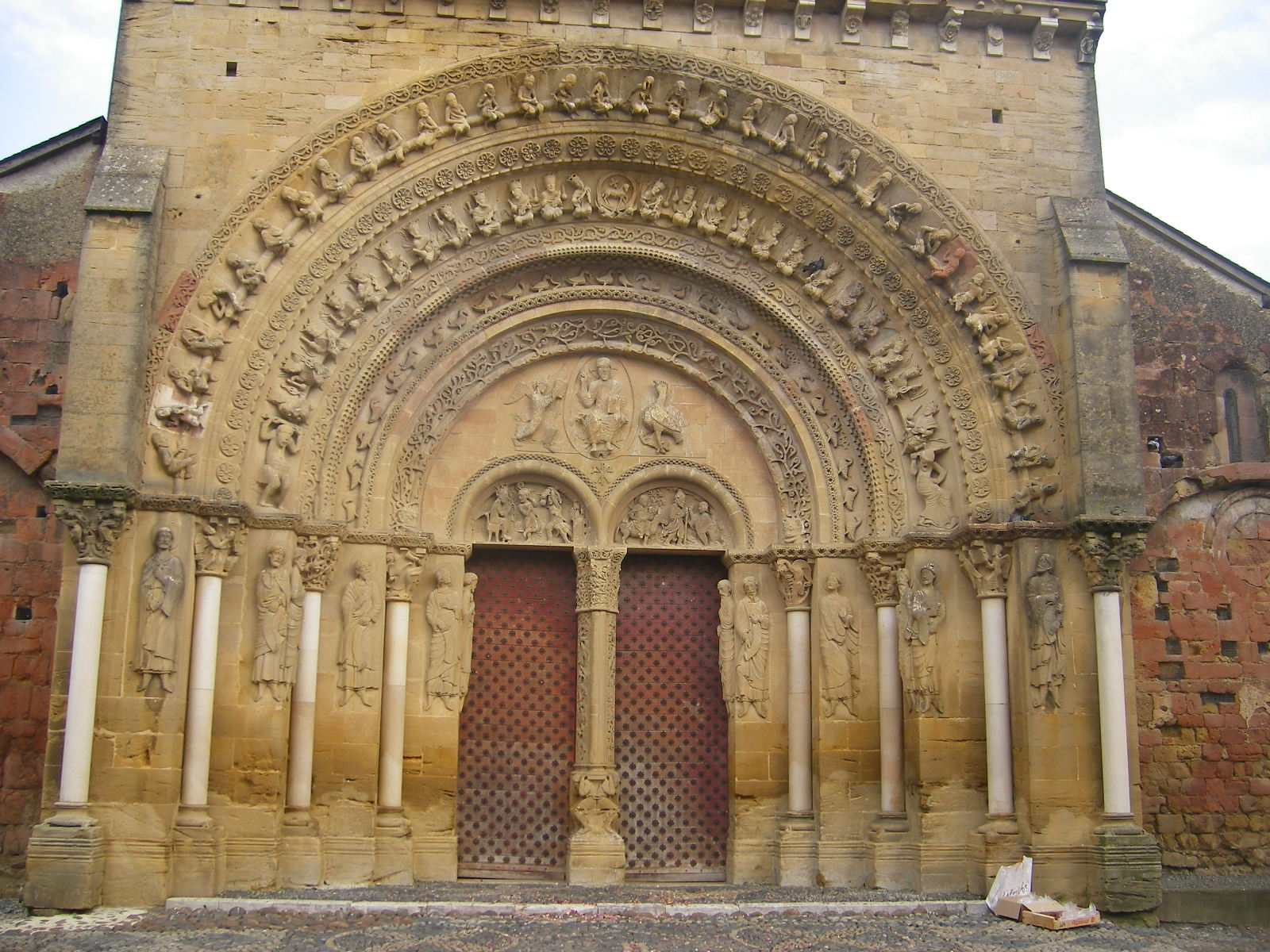
Portale della chiesa di Sainte-Foy de Morlaàs
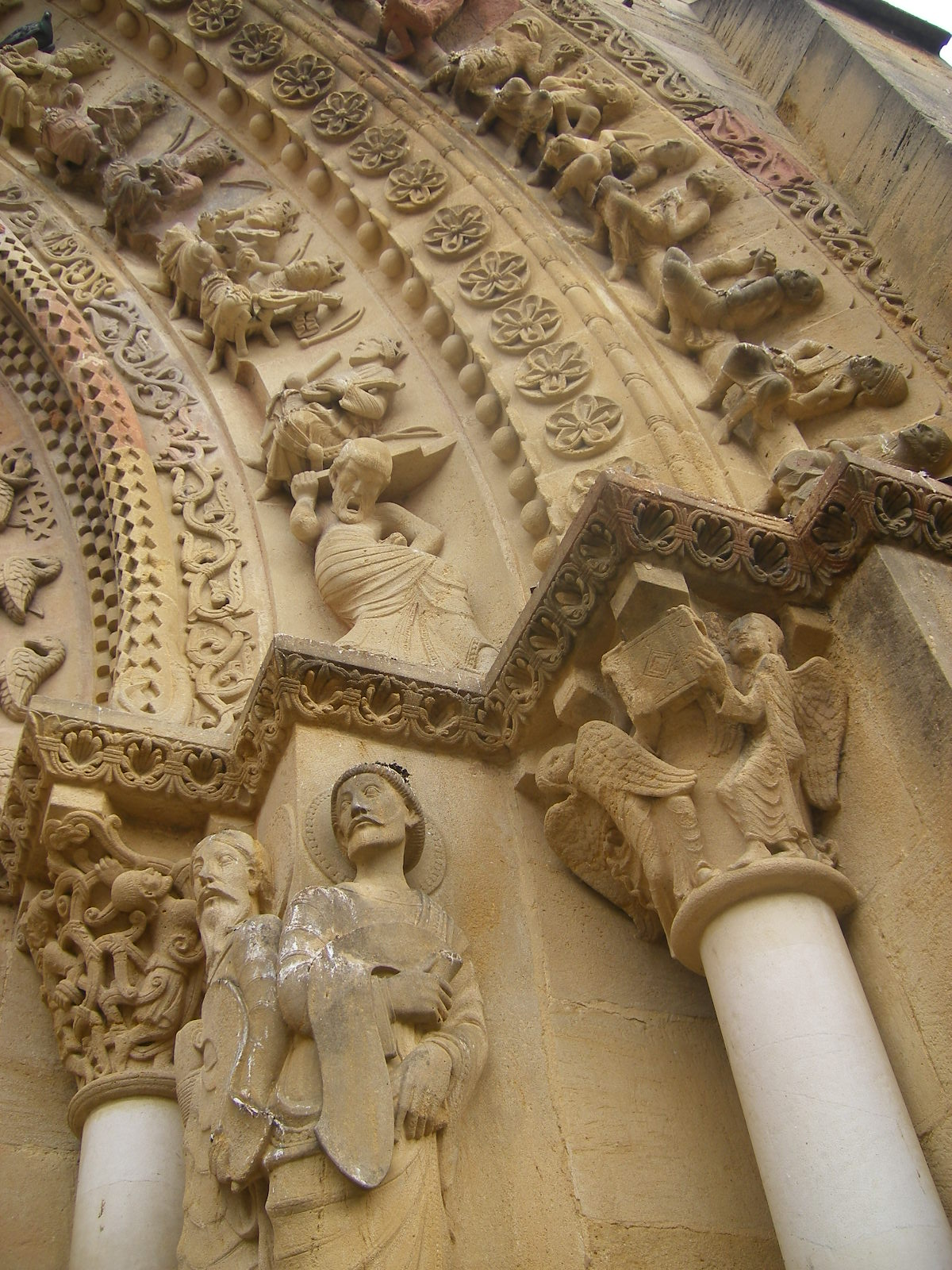
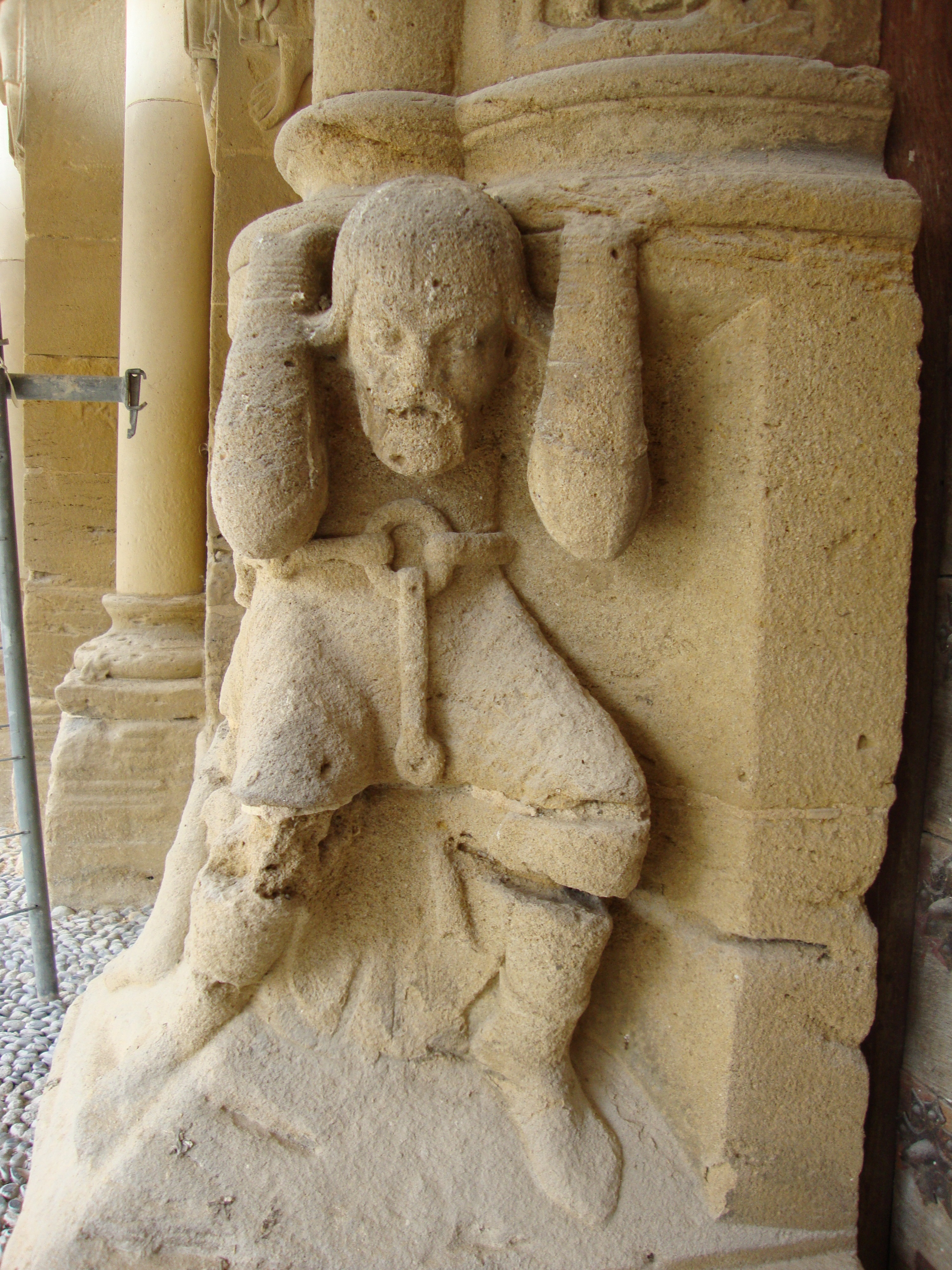
Chiesa di Sainte-Foy de Morlaàs: statua del portico